# Kanton Sore
Der Kanton Sore war bis 2015 ein französischer Wahlkreis im Arrondissement Mont-de-Marsan, im Département Landes und in der Region Aquitanien; sein Hauptort war Sore, Vertreterin im Generalrat des Départements war zuletzt von 2008 bis 2015 Nicole Bippus.

## Geografie
Der Kanton war 418,44 km² groß und hatte 1955 Einwohner (Stand 2012).

## Gemeinden
| Gemeinde  | Einwohner Jahr | Fläche km² | Bevölkerungsdichte | Code INSEE | Postleitzahl |
| --------- | -------------- | ---------- | ------------------ | ---------- | ------------ |
| Argelouse | 91 (2013)      | –          | – Einw./km²        | 40430      | 40008        |
| Callen    | 149 (2013)     | –          | – Einw./km²        | 44300      | 40060        |
| Luxey     | 658 (2013)     | –          | – Einw./km²        | 40430      | 40167        |
| Sore      | 1071 (2013)    | –          | – Einw./km²        | 40430      | 40307        |